# Спасо-Преображенская церковь (Смоленск)
Храм Преображения Господня (Спасская церковь) в Смоленске построен во второй половине XVIII века (1766—1768 годы) в стиле позднего барокко. Расположен на холме в восточной части города, среди многоэтажной застройки. Объект культурного наследия.

## История
До возведения каменного храма здесь находилась одноимённая деревянная церковь, выстроенная во время вхождения города в состав польского государства.
Каменная церковь возведена в 1766—1768 гг. на средства священника Ф. Шупинского и коллежского асессора Стефана Корсакова. Церковь двухэтажная. В верхнем этаже находился Преображенский престол, в нижнем — мученицы Параскевы и священномученика Антипы. В приходе почиталась икона Божией Матери «Всех скорбящих Радость». Спасо-Преображенская церковь представляет собой образец местного зодчества в стиле позднее барокко.
В 1812 году при захвате города французами в храме содержались под арестом русские партизаны и организаторы партизанского движения С. И. Шубин и П. И. Энгельгардт. Их расстреляли в октябре того же года.

### Советский период
Спасо-Преображенская церковь была закрыта постановлением Смолоблисполкома 23 октября 1929 г. и передана под склад Народного Комиссариата Обороны при этом над зданием надстроили ещё один этаж, было снято навершие колокольни.
В 1979 году в здании храма было обустроено общежитие. На ноябрь 2013 года в 10 комнатах проживало 18 человек, 4 из которых — дети. В 2017 году жильцы храма были расселены, а сам храм в 2019 году передан Смоленской епархии.

### Восстановление храма
4 марта 2019 года в храме прошёл первый молебен за последние 90 лет — эта дата считается началом возрождения святыни. Первое архирейское богослужение архирей митрополит Смоленский и Дорогобужский Исидор совершил 18 августа 2019 года. 7 января 2020 года в церкви Спаса Преображения состоялось первое Рождественское богослужение с момента возрождения. 21 января 2020 года был освящён и установлен на колокольне купол с крестом.
В настоящее время при храме действует отдел Смоленского епархиального управления по взаимодействию с Вооруженными Силами РФ, занимающийся духовно-просветительской деятельностью среди военнослужащих и членов их семей.
В марте 2025 года здание храма было газицифировано.

## Галерея
| - Храм в начале XX века - Общежитие в здании храма в 2015 году - Охранная табличка - Храм в 2018 году - Храм в 2022 году, после возвращения куполов - Реставрация храма в 2022 году |